# Petr Nečas
Petr Nečas (n. 19 noiembrie 1964, Uherské Hradiště⁠(d), Moravia de Sud⁠(d), Cehia; pronunțat în cehă: [ˈpɛtr̩ ˈnɛtʃas]) este un politician ceh, liderul Partidului Civic Democrat și prim-ministrul Republicii Cehe din 28 iunie 2010 până  în 17 iunie 2013. Nečas a demisionat din funcția de premier în urma arestării șefei biroului său, Jana Nagyová.

## Copilăria și studiile
Nečas s-a născut în localitatea Uherske Hradiste din Cehia, pe 19 noiembrie 1964. A urmat gimnaziul în Uherské Hradiště între 1979-1983 și a absolvit Facultatea de Științe a Universității Jan Evangelista Purkyně din Brno în 1988.

## Cariera
Nečas a fost membru al Uniunii Socialiste a Tineretului (UST) a Partidului Comunist din Cehoslovacia (KSČ)) până în 1989. Din 1988 și până în 1992 a lucrat ca dezvoltator la uzina de componente electronice Tesla Roinov, iar în 1991 a devenit membru al Partidului Democrat Civic. El a fost numit ministru adjunct al apărării în 1995., urmând ca în 1996 să fie ales membru al Camerei Deputaților. În perioada 4 septembrie 2006-8 mai 2009 Nečas  a fost Viceprim-ministru și Ministru al Muncii și Afacerilor Sociale.
În martie 2010 el l-a înlocuit pe Mirek Topolanek în funcția de lider al PDC. Partidul a câștigat locul al doilea la alegerile legislative din mai 2010, iar la scurt timp după Nečas și-a anunțat intenția de a candida pentru președinția partidului.
În iunie 2013 Unitatea pentru Combaterea Crimei Organizate din cadrul Poliției cehe (în cehă: Útvar pro odhalování organizovaného zločinu, ÚOOZ) și Oficiul Suprem de Procuratură (Vrchní státní zastupitelství) au organizat în Olomouc un raid împotriva crimei organizate care a vizat mai mulți ofițeri și politicieni de rang înalt, precum și antreprenori și lobbyiști controversați. Scandalul a afectat imaginea premierului și a guvernul său de coaliție. Sub presiunea partidelor de opoziție și a politicienilor, Nečas a refuzat inițial să demisioneze, dar pe 17 iunie și-a depus demisia din funcție.